# Ashford, Surrey
Ashford är en stad i grevskapet Surrey i sydöstra England. Staden ligger i distriktet Spelthorne, cirka 24,5 kilometer sydväst om centrala London. Den ligger vid gränsen till Storlondon. Tätorten (built-up area) hade 22 808 invånare vid folkräkningen år 2021.
Ashford tillhör den delen av Middlesex som blev en del av Surrey år 1965. Ashford var en civil parish fram till 1974. Civil parishen hade 16 502 invånare år 1951. Den blev antagligen grundlagd under anglosaxisk tid och nämndes i Domedagsboken (Domesday Book) år 1086, och kallades då Exeforde. Den största delen av byggnaderna är från mellan 1930 och 1960.

## Ekonomi
Ashford har alltid haft låg arbetslöshet. En stor del av invånarna arbetar på flygplatsen London Heathrow, och BP är en annan stor lokal arbetsgivare. Många arbetspendlar även till London eller platser i Thames Valley.